# Aurélio Granada Escudeiro
Aurélio Granada Escudeiro (Alcains, Castelo Branco, 29 de maio de 1920 — Ponta Delgada, Ilha de São Miguel, Açores, 25 de agosto de 2012) foi o 37.º bispo da Diocese de Angra (Açores). Exerceu funções episcopais nos Açores entre 1974 e 1996, sendo sucedido no cargo por D. António de Sousa Braga.

## Biografia
Nasceu em Alcains, filho de João Lourenço Escudeiro e de sua mulher Maria Belarmina Nunes Granada Pinheiro. Estudou no Seminário de Gavião e depois no Seminário de Alcains e no Seminário dos Olivais. Antes de obter a ordenação sacerdotal foi docente no Seminário de Gavião.
Foi ordenado presbítero em Portalegre, a 17 de janeiro de 1943, e celebrou a sua primeira missa em Alcains a 24 de janeiro daquele ano. Foi seguidamente pároco em Gavião e Ortiga (1943-1944) e em Mação (1944-1948). Foi depois professor de Moral e Religião no Liceu Nacional de Castelo Branco (1948-1952) e em dois colégios.
Destacou-se como dinamizador da Acção Católica Portuguesa.
Foi eleito bispo titular de Drusiliana e coadjutor de Angra a 18 de março de 1974, dando entrada solene na Sede Episcopal angrense a 19 de junho desse mesmo ano. Após o falecimento de D. Manuel Afonso de Carvalho, D. Aurélio Granada Escudeiro foi nomeado bispo residencial a 30 de junho de 1979, tomando posse da diocese um mês depois. A bula de preconização foi emanada do Papa São João Paulo II.
Foi sucedido como bispo diocesano a 30 de junho de 1996, por D. António de Sousa Braga.